# 彰化庁
彰化庁（しょうかちょう）は、日本統治時代の台湾の地方行政区分のひとつ。

## 歴史

### 沿革
- 1901年（明治34年）11月 - 台中県から分立し成立する。北斗、鹿港、渓湖、員林、二林、番挖、田中央の7つの支庁および直轄区域を管轄した。
- 1902年（明治35年）11月 - 斗六庁西螺堡公溝庄、水尾庄、新厝庄、牛埔庄の4庄を編入する[1]。
- 1903年（明治36年）3月 - 番挖、田中央各支庁は廃止となり街庄は二林および北斗各支庁に編入する[2]。
- 1905年（明治38年）3月 - 渓湖支庁は廃止となり街庄は鹿港および二林各支庁に編入する[3]。
- 1909年（明治42年）10月 - 彰化庁は廃止となり苗栗庁の一部と共に台中庁に編入する。

## 行政

### 歴代庁長
- 須田綱鑑
- 加藤尚志
- 小松吉久：1907年9月 - 1909年9月